# Open di Francia 1972
L'Open di Francia 1972, la 71ª edizione degli Open di Francia di tennis, si è svolto sui campi in terra rossa dello Stade Roland Garros di Parigi, Francia, dal 22 maggio al 4 giugno 1972.
Il singolare maschile è stato vinto dallo spagnolo Andrés Gimeno, che si è imposto sullo francese Patrick Proisy in quattro set col punteggio di 4–6, 6–3, 6–1, 6–1. Il singolare femminile è stato vinto dalla statunitense Billie Jean King, che ha battuto in tre set l'australiana Evonne Goolagong Cawley. Nel doppio maschile si sono imposti Bob Hewitt e Frew McMillan. Nel doppio femminile hanno trionfato Billie Jean King e Betty Stöve. Nel doppio misto la vittoria è andata a Evonne Goolagong Cawley in coppia con Kim Warwick.

## Seniors

### Singolare maschile
Andrés Gimeno ha battuto in finale  Patrick Proisy con il punteggio di 4–6, 6–3, 6–1, 6–1.

### Singolare femminile
Billie Jean King ha battuto in finale  Evonne Goolagong Cawley con il punteggio di 6–3, 6–3.

### Doppio maschile
Bob Hewitt /  Frew McMillan hanno battuto in finale  Patricio Cornejo /  Jaime Fillol con il punteggio di 6–3, 8–6, 3–6, 6–1.

### Doppio Femminile
Billie Jean King /  Betty Stöve hanno battuto in finale  Winnie Shaw /  Nell Truman con il punteggio di 6–1, 6–2.

### Doppio Misto
Evonne Goolagong Cawley /  Kim Warwick hanno battuto in finale  Françoise Dürr /  Jean-Claude Barclay con il punteggio di 6–2, 6–4.